# Carabodes pentasetosus
Carabodes pentasetosus är en kvalsterart som beskrevs av Robert Gatlin Reeves 1992. Carabodes pentasetosus ingår i släktet Carabodes och familjen Carabodidae. Inga underarter finns listade.